# Mirów, Warszawa

Vị trí của Mirów ở Wola

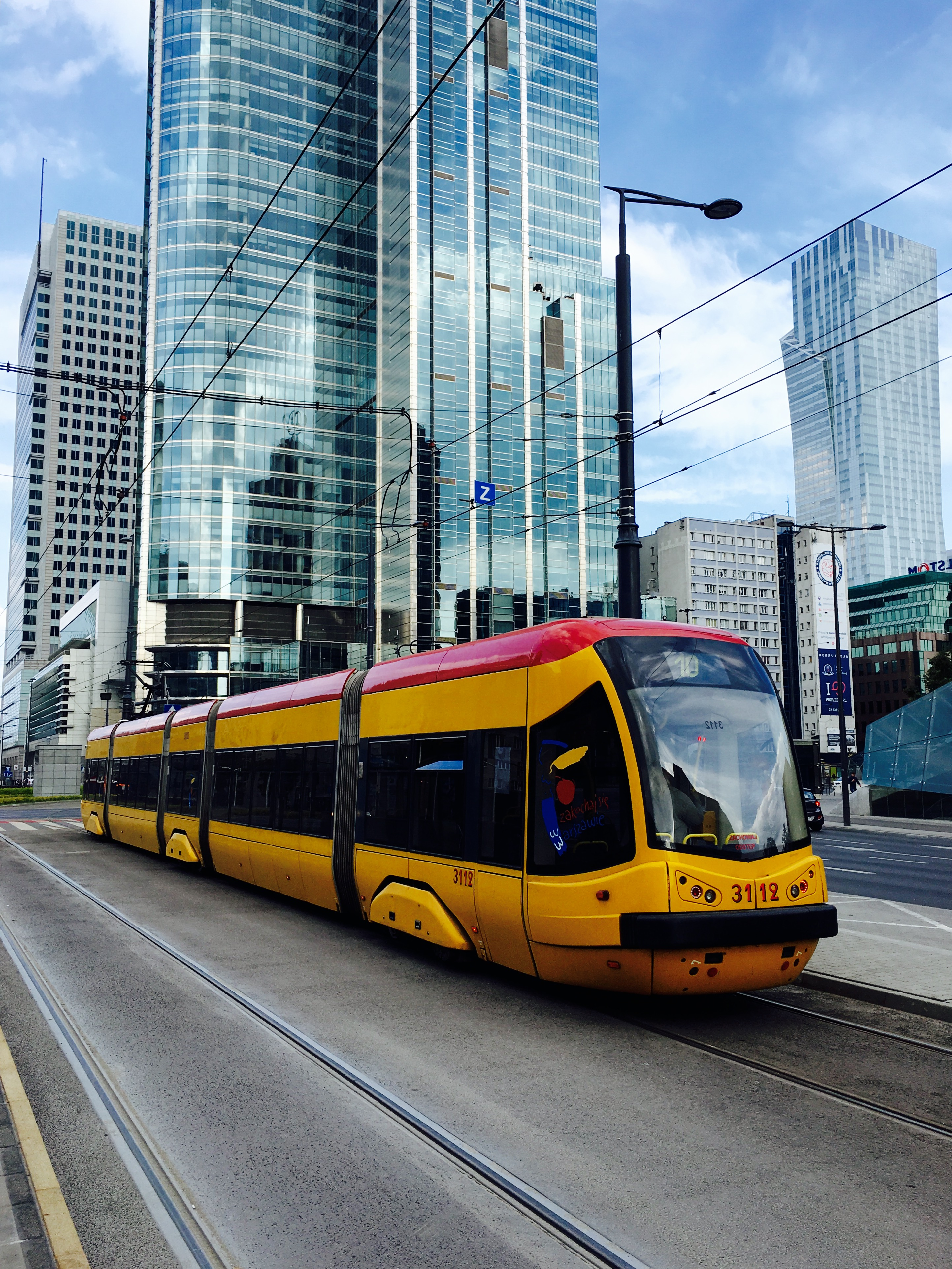
Xe điện ở Mirów

Mirów là một trong những khu phố thuộc quận Wola của Warsaw, Ba Lan. Nó bị giới hạn bởi các đường phố Solidarności, Jana Pawła II, Aleje Jerozolimskie và Towarowa.
Khu vực này được đặt theo tên của William Mier, một sĩ quan người Scotland đã phục vụ cho Ba Lan và là sĩ quan chỉ huy của Lực lượng bảo vệ ngựa của Trung đoàn vương miện Ba Lan đóng quân ở nơi được gọi là Doanh trại Mirów.
Đó là một vùng ngoại ô nghèo cho đến sau Thế chiến thứ nhất. Trong thời gian giữa 2 cuộc chiến tranh, nó đã dần được xây dựng với những ngôi nhà lớn. Trong cuộc nổi dậy Warsaw Ghetto và cuộc nổi dậy ở Warsaw, hầu hết khu vực đã bị người Đức san bằng. Sau chiến tranh, nó không được xây dựng lại, và thay vào đó, một khu dân cư rộng lớn với các tòa nhà Hiện thực xã hội chủ nghĩa đã được tạo ra ở đó.
Ở cực đông của Mirów, tại Quảng trường cổng sắt có hai Trung tâm chợ Mirów còn tồn tại và ở mũi phía tây của khu vực, nó từng được phân định bởi hai tòa nhà thu phí (chưa được bảo tồn).